# بطولة المرشحين

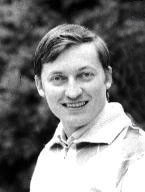

مسابقة الترشح (بالانكلزية: Candidates Tournament) هي بطولة شطرنج ينظمها الاتحاد الدولي للشطرنج منذ عام 1950، كخطوة نهائية لمنافسة بطل العالم للشطرنج. الفائز في هذه المسابقة يكسب الحق في منافسة بطل العالم الحالي على اللقب.
كانت البطولة تُقام كل ثلاث سنوات، لكن بعد تقسيم بطولة العالم في بداية التسعينات صارت البطولة تُقام بشكل دوري فقط.